# Ramón Novarro
Jose Ramón Gil Samaniego, mai cunoscut ca Ramón Novarro, (n. 6 februarie 1899, Victoria de Durango, Durango, Mexic – d. 30 octombrie 1968, Hollywood, California, SUA) a fost un actor mexican de film, teatru și televiziune și ocazional regizor, care și-a început cariera jucând în filme mute în 1917 și a devenit ulterior o vedetă de cinema în anii 1920 și la începutul anilor 1930. Novarro a fost promovat de MGM ca „Latin lover” și a devenit cunoscut ca un sex simbol după moartea lui Rudolph Valentino.

## Primii ani

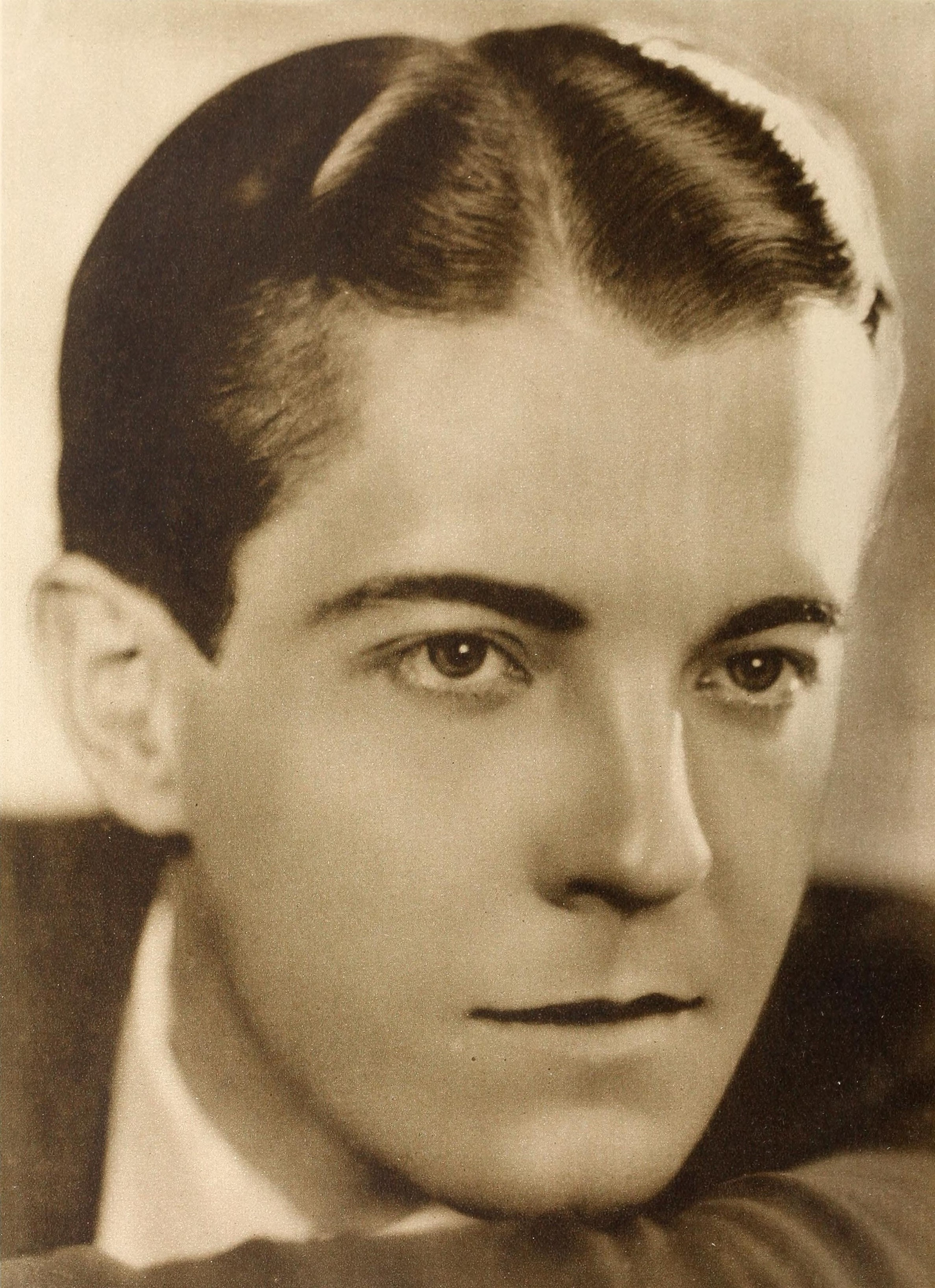
Ramon Novarro (1930) - fotografie realizată de George Hurrell

Novarro s-a născut sub numele de José Ramón Gil Samaniego pe 6 februarie 1899, în orașul Victoria de Durango, Durango, Mexic, în familia dr. Mariano N. Samaniego și a soției lui, Leonor (Gavilan). Familia s-a mutat în 1913 în Los Angeles, California, pentru a scăpa de Revoluția Mexicană. Strămoșii direcți ai lui Novarro erau originari din orașul castilian Burgos, iar doi frați din familia Novarro au emigrat în Lumea Nouă în secolul al XVII-lea.

## Cariera

### Filme mute

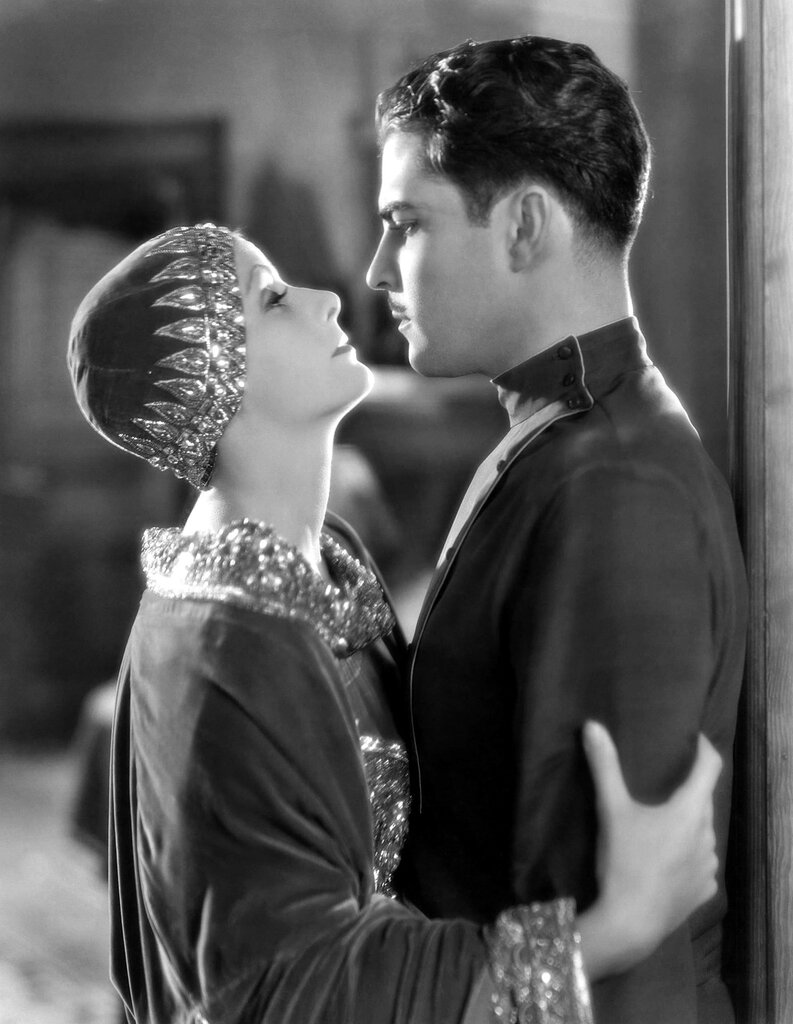
Novarro cu Greta Garbo în Mata Hari (1931)

El a debutat în film în 1917 cu roluri minore. Și-a completat veniturile lucrând pe post de chelner și de  cântăreț. Prietenii lui, actorul și regizorul Rex Ingram și soția lui, actrița Alice Terry, au început să-l promoveze ca pe un rival al lui Rudolph Valentino, și Ingram i-a sugerat să-și schimbe numele în „Novarro”. Din 1923, el a început să joace mai multe roluri importante. Rolul său din Scaramouche (1923) i-a adus primul său succes major.
În 1925, Novarro a atins cel mai mare succes în filmul Ben-Hur, în care a jucat rolul principal. Costumele lui extravagante au provocat senzație. El a intrat în elita de la Hollywood. Așa cum au făcut multe vedete de cinema, Novarro a angajat-o pe Sylvia of Hollywood ca terapeut (deși într-o carte de memorii, Sylvia susținea în mod eronat că Novarro dormea într-un sicriu). După moartea lui Valentino în 1926, Novarro a devenit principalul actor latino din cinematografie, deși era surclasat de contemporanul său de la MGM John Gilbert ca principală vedetă masculină. El a fost popular ca un fanfaron în roluri de acțiune și era considerat unul dintre marii actori romantici ai vremurilor sale. Novarro a jucat alături de Norma Shearer în The Student Prince in Old Heidelberg (1927) și de Joan Crawford în Across to Singapore (1928).

### Filme sonore

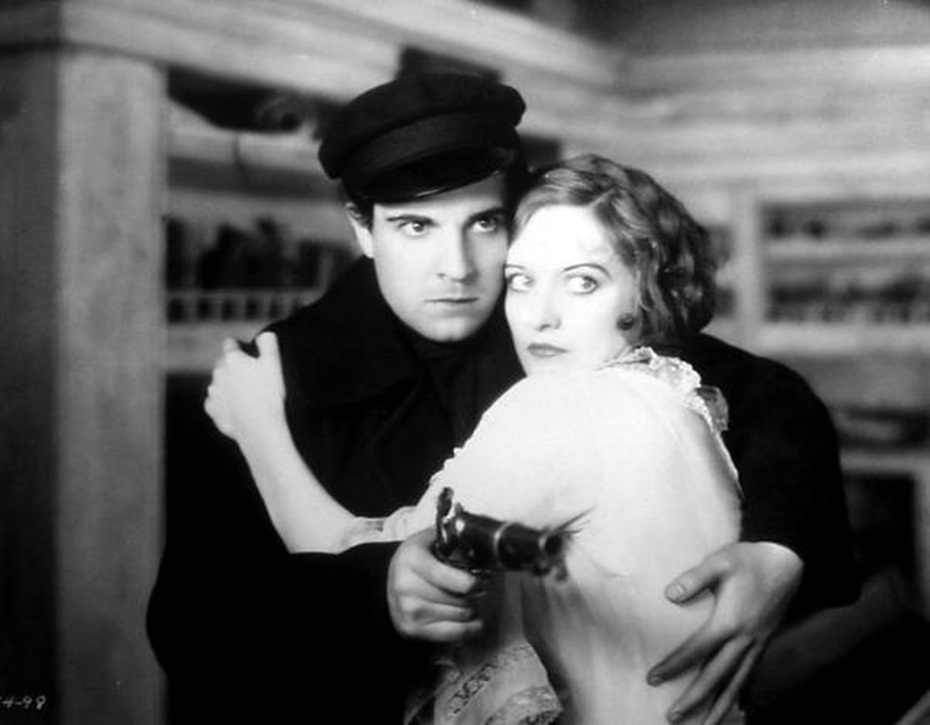
Novarro cu Joan Crawford în Across to Singapore (1928)

Prima sa apariție într-un film sonor a fost în rolul unui soldat francez care cânta în Devil-May-Care (1929). El a jucat împreună cu Dorothy Janis în The Pagan (1929), cu Greta Garbo în Mata Hari (1931), cu Myrna Loy în The Barbarian (1933) și cu Lupe Vélez în Laughing Boy (1934).
La apogeul succesului său de la sfârșitul anilor 1920 și începutul anilor 1930, Ramón Novarro câștiga mai mult de 100.000 de dolari pe film. El a investit o parte din venitul său în afaceri imobiliare și reședința lui din Hollywood Hills este una dintre cele mai renumite clădiri proiectate (în 1927) de Lloyd Wright, fiul lui Frank Lloyd Wright. Atunci când cariera lui s-a încheiat, el a fost capabil încă să-și păstreze un stil de viață confortabil.

## Filmografie
| An   | Titlu                                | Rol                                  | Observații                                                   |
| ---- | ------------------------------------ | ------------------------------------ | ------------------------------------------------------------ |
| 1916 | Joan the Woman                       | Starving Peasant                     | Nemenționat                                                  |
| 1917 | The Jaguar's Claws                   | Bandit                               | Nemenționat                                                  |
| 1917 | The Little American                  | Wounded Soldier                      | Nemenționat                                                  |
| 1917 | The Hostage                          |                                      | Nemenționat                                                  |
| 1917 | The Woman God Forgot                 | Aztec man                            | Nemenționat                                                  |
| 1918 | The Goat                             |                                      | Nemenționat                                                  |
| 1921 | A Small Town Idol                    | Dancer                               | Menționat ca Ramón Samaniego                                 |
| 1921 | The Concert                          | Dancing shepherd                     | Nemenționat                                                  |
| 1921 | The Four Horsemen of the Apocalypse  | Guest at Ball (extra)                | Nemenționat                                                  |
| 1921 | Man-Woman-Marriage                   | Dancer                               | Nemenționat                                                  |
| 1922 | Mr. Barnes of New York               | Antonio                              | Menționat ca Ramon Samaniego                                 |
| 1922 | The Prisoner of Zenda                | Rupert of Hentzau                    | Menționat ca Ramon Samaniegos                                |
| 1922 | Trifling Women                       | Henri/Ivan de Maupin                 |                                                              |
| 1923 | Where the Pavement Ends              | Motauri                              |                                                              |
| 1923 | Scaramouche                          | André-Louis Moreau, Quintin's Godson |                                                              |
| 1924 | Thy Name Is Woman                    | Juan Ricardo                         |                                                              |
| 1924 | The Arab                             | Jamil Abdullah Azam                  |                                                              |
| 1924 | The Red Lily                         | Jean Leonnec                         |                                                              |
| 1925 | A Lover's Oath                       | Ben Ali                              | *considerat pierdut; A.M.P.A.S. deține 7,6 metri de peliculă |
| 1925 | The Midshipman                       | Dick Randall                         |                                                              |
| 1925 | Ben-Hur: A Tale of the Christ        | Judah Ben-Hur                        |                                                              |
| 1927 | Lovers                               | José                                 |                                                              |
| 1927 | The Student Prince in Old Heidelberg | Prințul moștenitor Karl Heinrich     |                                                              |
| 1927 | The Road to Romance                  | José Armando                         |                                                              |
| 1928 | Across to Singapore                  | Joel Shore                           |                                                              |
| 1928 | A Certain Young Man                  | Lord Gerald Brinsley                 |                                                              |
| 1928 | Forbidden Hours                      | His Majesty, Michael IV              |                                                              |
| 1929 | The Flying Fleet                     | Ens./Ltjg Tommy Winslow              |                                                              |
| 1929 | The Pagan                            | Henry Shoesmith, Jr.                 |                                                              |
| 1929 | Devil-May-Care                       | Armand                               |                                                              |
| 1930 | Le chanteur de Séville               | Juan                                 | Versiunea franceză a filmului Call of the Flesh              |
| 1930 | In Gay Madrid                        | Ricardo                              |                                                              |
| 1930 | The March of Time                    | el însuși                            | Film neterminat                                              |
| 1930 | Call of the Flesh                    | Juan de Dios                         |                                                              |
| 1930 | Sevilla de mis amores                | Juan de Dios Carbajal                | Versiunea spaniolă a filmului Call of the Flesh              |
| 1931 | Daybreak                             | Willi Kasder                         |                                                              |
| 1931 | Son of India                         | Karim                                |                                                              |
| 1931 | Mata Hari                            | Lt. Alexis Rosanoff                  |                                                              |
| 1932 | Huddle                               | Antonio „Tony” Amatto                |                                                              |
| 1932 | The Son-Daughter                     | Tom Lee/Prince Chun                  |                                                              |
| 1933 | The Barbarian                        | Jamil El Shehab                      |                                                              |
| 1934 | The Cat and the Fiddle               | Victor Florescu                      |                                                              |
| 1934 | Laughing Boy                         | Laughing Boy                         |                                                              |
| 1935 | The Night Is Young                   | Archduke Paul „Gustl” Gustave        |                                                              |
| 1936 | Against the Current                  | –                                    | Regizor, scenarist                                           |
| 1937 | The Sheik Steps Out                  | Ahmed Ben Nesib                      |                                                              |
| 1938 | A Desperate Adventure                | André Friezan                        | Titlu alternativ: It Happened in Paris                       |
| 1940 | Ecco la felicità                     | Felice Ciatti                        | Versiunea italiană a filmului La comédie du bonheur          |
| 1940 | La comédie du bonheur                | Félix                                |                                                              |
| 1942 | The Saint That Forged a Country      | Juan Diego                           |                                                              |
| 1949 | We Were Strangers                    | Chief                                |                                                              |
| 1949 | The Big Steal                        | Inspector General Ortega             |                                                              |
| 1950 | The Outriders                        | Don Antonio Chaves                   |                                                              |
| 1950 | Crisis                               | Colonel Adragon                      |                                                              |
| 1960 | Heller in Pink Tights                | De Leon                              |                                                              |

| An        | Titlu                    | Rol                            | Observații                           |
| --------- | ------------------------ | ------------------------------ | ------------------------------------ |
| 1958      | Disney's Wonderful World | Don Esteban Miranda            | 2 episoade                           |
| 1962      | Thriller                 | Maestro Giuliano               | Episodul „La Strega”                 |
| 1964      | Dr. Kildare              | Gaspero Paolini                | 3 episoade                           |
| 1964-1965 | Combat!                  | Charles Gireaux Contele De Roy | 2 episoade                           |
| 1965      | Bonanza                  | Jose Ortega                    | Episodul „The Brass Box”             |
| 1967      | The Wild Wild West       | Don Tomas                      | Episodul „The Night of the Assassin” |
| 1968      | The High Chaparral       | Padre Guillermo                | Episodul „A Joyful Noise”            |